# Ochotniczy Starobielski Oddział Oficerski
Ochotniczy Starobielski Oddział Oficerski (ros. Старобельский добровольческий офицерский отряд) – ochotnicza jednostka wojskowa białych podczas wojny domowej w Rosji.
W listopadzie 1918 r. w Starobielsku została sformowana spośród miejscowych ochotników (głównie oficerów) Starobielska Drużyna Oficerska. Liczyła 100–130 ludzi z 2 karabinami maszynowymi. Pełniła ona rolę miejskiego oddziału samoobrony. Na pocz. 1919 r. została przemianowana na Ochotniczy Starobielski Oddział Oficerski. Wkrótce wycofał się on do wsi Czertkowo wraz z 12 Dońskim Pułkiem Kozackim. 1 kwietnia 1919 r. wszedł formalnie w skład Armii Dońskiej jako Starobielski Batalion 3 Samodzielnej Dońskiej Brygady Ochotniczej gen. mjr. Emmanuiła F. Semiletowa.